# Natasha Vita-More
Pour les articles homonymes, voir Vita (homonymie) et More.
Natasha Vita-More (née Nancie Clark) est une designer américaine et une artiste.
En 2018, elle est présidente du conseil d'administration de Humanity+. Depuis 2012, elle est instructeur à l'Université de l'avancement de la technologie,. Elle est également membre de l'Institut pour l'éthique et les technologies émergentes (en).
En 2007, le New York Times la décrit comme « la première femme transhumaniste philosophe ».

## Vie personnelle
Elle naît à Eastchester, dans l'État de New York, et vit en 2012 à Scottsdale, en Arizona. Elle est une amie proche de FM-2030 jusqu'à sa mort et cryogénisation en 2000. Elle se marie ensuite au transhumaniste extropien Max More.

## Éducation
Elle obtient un doctorat en art des nouveaux médias et design au Planetary Collegium de l'université de Plymouth, au Royaume-Uni. Sa thèse de doctorat est axée sur l'amélioration humaine et la prolongation de la vie. Elle est également titulaire d'un master en études de futurologie de l'université de Houston, et d'un baccalauréat en beaux-arts de l'université de Memphis.

## Œuvre
En 1983, elle publie The Transhumanist Manifesto. En 1997, elle crée un prototype de prothèse corporelle intégrale qu'elle nomme Primo Posthuman. Son œuvre est exposée au Centre national d'art contemporain (en) en Russie, au Memphis Brooks Museum of Art (en), ainsi qu'au festival du film de Telluride.
De 2002 à 2006, elle préside l'Extropy Institute.